# Arthur's Seat, Belize
Arthur's Seat är en kulle i Belize. Den ligger i distriktet Stann Creek, i den centrala delen av landet, 30 kilometer sydost om huvudstaden Belmopan. Toppen på Arthur's Seat är 880 meter över havet.